# Nouvelle Chanson
Nouvelle Chanson, Chanson Nouveau lub New Chanson – styl muzyki francuskiej, inspirowany francuską chanson (np. Jacques Brel, Barbara i Charles Aznavour), ale w bardziej nowoczesnej stylistyce. Wpływ na ten kierunek wywarli awangardowi artyści, np. Serge Gainsbourg, Brigitte Fontaine, Juliette Gréco i Georges Brassens.
Głównymi propagatorami Nouvelle Chanson są tacy wykonawcy jak Benjamin Biolay, Émilie Simon, Coralie Clement, Keren Ann, Françoiz Breut, Olivia Ruiz, i Camille.
Znani współcześni anglojęzyczni artyści, którzy mogą być również określani jako wykonawcy New Chanson, posiadają styl muzyczny wyraźnie inspirowany współczesną francuską muzyką. Przykładem tego nurtu są np. nowojorczyk Rufus Wainwright, jego siostra Martha Wainwright (która nagrała cover piosenki Barbary „Dis, quand reviendras-tu?”), Regina Spektor (widać wpływy francuskie w piosenkach takich jak „Après moi” i „Ne me quitte pas”), CocoRosie (Amerykanki, obecnie z siedzibą w Paryżu) i londyńska piosenkarka Ana Silvera.

## Charakterystyka
Nouvelle Chanson rozwinęło się poprzez nowoczesne wpływy takie jak rock i electro. Gatunek czerpie inspiracje artystyczne z dadaizmu i surrealizmu, a warstwa tekstowa ma źródła w baśni, poezji współczesnej i literaturze realizmu magicznego, zawiera elementy surrealistyczne i metaforyczne oraz cierpki, inteligentny humor i tendencję do teatralności. Cechą charakterystyczną chanson i nouvelle chanson jest to, że sam język francuski jest środkiem artystycznym. Nacisk kładziony jest na rzemiosło – wielu z artystów jest klasycznie wykształconych i/lub studiowało muzykę w stopniu akademickim (np. Benjamin Biolay studiował w Konserwatorium Narodowym w Lyonie), Émilie Simon studiowała muzykologię na Uniwersytecie w Montpellier, a Ana Silvera występowała z the English National Opera and Royal Opera House).

## Podgatunki
Nouvelle Chanson może być podzielone na następujące podgatunki:
Wpływy trip-hopu/electroreprezentantami są Émilie Simon, Françoiz Breut, Camille
Współczesne tradycyjne chansonAnaïs Croze i Pauline Croze
Wpływ bossa novy i sambyOlivia Ruiz, Coralie Clement, Benjamin Biolay, Emily Loizeau oraz Les Blaireux.
Nouvelle Vague (Nowa Fala)
- Artyści tacy jak Cibelle i Amel Bent inspirują się wpływami latynoamerykańskimi i afrykańskimi.
- Keren Ann, Vanessa Paradis i Les Blaireaux inspirują się muzyką pop/rock.